# Bayelsa
Bayelsa és un estat del sud de Nigèria, situat a la regió del delta del riu Níger. Està situat entre l'estat del Delta, a l'oest i l'estat de Rivers, a l'est. Al Sud hi ha l'oceà Atlàntic. La seva capital és la ciutat de Yenagoa. Les quatre llengües principals són l'izon, el nembe, l'epie i l'ogbia. La seva llengua oficial és l'anglès, igual que a la resta de l'estat. Abans del 1996, Bayelsa formava part de l'estat de Rivers, del que es va escindir.

## Geografia

### Geografia física

#### Geologia
Bayelsa està localitzat en la plana del delta baix del riu Níger, en una zona formada durant l'Holocè del període quaternari per l'acumulació de dipòsits sedimentaris. La característica principal geològica de l'estat són els sediments fluvials.
El relleu de Bayelsa és baix, ja que és una zona de delta.

#### Clima i vegetació
Bayelsa té un clima equatorial al sud i gaudeix de pluges tropicals al nord. En general plou al llarg de tot l'any. El sud de l'estat té una pluviositat més generosa que el nord. La ciutat d'Akassa té el rècord de pluges de Nigèria. L'estació humida de Bayelsa dura uns 340 dies a l'any. La temperatura oscil·la entre els 25 °C i els 31 °C. Els mesos més calorosos són entre el desembre i l'abril. La temperatura no varia gaire entre l'estació seca i la humida.
A Bayelsa hi ha quatre zones de vegetació: boscos costaners, boscos de manglars, pantans d'aigua fresca i boscos plujosos de les zones baixes. Aquests constitueixen part del complex ecosistema del delta del riu Níger. L'única espècie vegetal endèmica és el mamalia.

#### Problemes ecològics
Bayelsa està situat en una zona complexa, ja que està irrigada per molts rius i afluents que conformen el delta del riu Níger. Això fa que el terreny dificulti l'explotació dels recursos naturals. L'acció antròpica (de l'home sobre el medi ambient) ha determinat les condicions de la naturalesa. L'alta pluviositat i els sòls de sorra dificulten l'agricultura; el constant canvi dels cursos d'aigua també ho fan. També és molt dificultós el transport dins de l'estat. Els problemes ecològics més destacats són l'erosió de la costa i la pol·lució.

## Història
Durant l'època colonial, a la zona de l'actual estat de Bayelsa s'hi va crear una província separada, però la unió dels protectorats del sud i del nord de Nigèria el 1914 va provocar agitacions a les antigues divisions de Brass, Degema i d'ijaw occidental, que van formar el Ijaw National Group. Els britànics, durant l'imperi, van signar molts tractats de protecció amb els caps de moltes comunitats de la costa de Nigèria, sobretot amb els ijaws. Aquests, doncs, tenien l'esperança d'aconseguir la independència de Nigèria quan aquest estat nou es va crear el 1960.
Als anys de la dècada del 1940 i del 1950 van néixer molts moviments nacionalistes que reivindicaven la sobirania ijaw. Aquests van provocar agitacions polítiques fins al cop d'estat militar del 1966. El febrer del 1966 es va proclamar de manera unilateral la República dels pobles del delta del Níger, però el govern federal va acabar amb aquesta revolta. El 27 de maig del 1967 es va crear l'estat de Rivers, que incloïa l'actual Bayelsa.

## Llengües i etnologia
Segons el cens del 1952, els ijaws eren un dels grups humans més importants de la regió del delta del riu Níger.
Les llengües que es parlen a Bayelsa són el biseni, l'ekpeye, l'engenni, l'epie, l'ijo del sud-est, l'izon, l'ogbia, l'okodia i l'oruma.
A Bayelsa hi viuen diverses tribus ijaws: akasses, apois orientals, bassans, bomes, busenis, ekeremors, ekpetiames, epies, gbarans, kolokumes, nembes, ogbies, ogboins, okordies, olodiames orientals, opokumes, oporomes, orumes, oyakiris, tarakiris orientals, tungbos i zarames.

## Política i divisions administratives
L'estat de Bayelsa, quan es va crear, tenia tres LGAs, Brass, Yenagoa i Sagbama. El nom de l'estat prové d'un acrònim d'aquestes tres LGAs. Actualment, Bayelsa està dividit en vuit LGAs: Brass, Ekeremor, Kolokuma/Opokuma, Nembe, Ogbia, Sagbama, Southern Ijaw i Yenagoa.

## Economia i transports
El transport a Bayelsa es basa sobretot en les carreteres i les vies d'aigua navegables. El transport fluvial i marítim és el més important sobretot perquè molts afluents i tributaris del riu Níger són navegables. El transport per carretera està poc desenvolupat degut a les dificultats del terreny, que té nombrosos rius.

### Recursos naturals
A causa de la gran quantitat dels terrenys pantanosos, l'agricultura és difícil a Bayelsa. Moltes zones estan anegades d'aigua durant gran part de l'any. Tot i això, a l'estat s'hi cultiva nyam, cocoyam, plàtan i pinya. També es cultiva per a la comercialització coco, peres, oli de palma i ràfia de palma. Cal tecnologia per a desenvolupar més l'agricultura, sobretot de l'arròs, que hi té moltes possibilitats. També cal explotar més els recursos del bosc per a fer paper i fusta però la dificultat dels mitjans de comunicació per carretera ho dificulten. La principal font de riquesa de Bayelsa és la pesca: s'hi pesquen més de 200 espècies de peixos.
Bayelsa és l'estat de Nigèria que té reserves de petroli més importants. L'estat produeix el 40% del petroli de l'estat i també té grans dipòsits de gas naturals. Tot i això, encara no estan explotats tots els seus recursos minerals.

## Educació
A Bayelsa hi ha 537 escoles d'educació primària i 318 escoles d'educació secundària.
A l'estat de Bayelsa hi ha la Universitat Federal d'Otuoke i la Universitat del Delta del Níger, a la ciutat d'Amassona. També hi ha el Bayelsa State College of Arts and Sciences, a Agudama; la Bayelsa State School of Nursing, a Tombia i la Bayelsa State School of Health Technology d'Olbia.

## Persones notables
- Ebitimi Agogu, futbolista professional.
- Isaac Adaka Boro, activista pels drets humans, nacionalista i heroi de la guerra de Biafra.
- Alfred Diete-Spiff, polític, primer governador de l'estat de Rivers.
- Ernest Ikoli, polític, nacionalista i periodista. Fou president del Nigerian Youth Movement.
- Goodluck Jonathan president de Nigèria des del maig de 2010.
- Gabriel Okara, poeta i novel·lista. Guanyador del Premi de la Commonwealth de poesia del 1979.[9]

### Persones de Yenagoa
- Brown Ideye, futbolista professional, internacional amb les seleccions sub-20 i absoluta de Nigèria.[10]
- Ikechukwu Ezenwa, futbolista professional, internacional amb la selecció sub-20 de Nigèria.[11]
- Emmanuel Ukpai, futbolista professional.[12]